# Ирбитский округ
Ирбитский округ — административно-территориальная единица Уральской области, существовавшая в 1923—1930 годах.
Образован под названием Туринский округ в ноябре 1923 года. Центр округа размещался в Туринске. Однако уже в декабре того же года центр был перенесён в Ирбит, а округ стал называться Ирбитско-Туринским. Вскоре округ был переименован в Ирбитский.
По данным на 1 января 1926 года округ был разделён на 12 районов:
- Байкаловский. Центр — село Байкалово
- Благовещенский. Центр — село Благовещенское
- Еланский. Центр — село Елань
- Заводоирбитский. Центр — село Ирбитский Завод
- Зайковский. Центр — село Зайково
- Знаменский. Центр — село Знаменское
- Ирбитский. Центр — город Ирбит
- Невьянский. Центр — село Костино
- Слободотуринский. Центр — слобода Туринская
- Таборинский. Центр — село Таборы
- Тавдинский. Центр — станция Тавда
- Туринский. Центр — город Туринск.

30 июля 1930 Ирбитский округ, как и большинство остальных округов СССР, был упразднён. Его районы отошли в прямое подчинение Уральской области.
Население округа в 1926 году составляло 278,8 тыс. человек. Из них русские — 94,6 %; белорусы — 3,4 %.